# 7 de enero
El 7 de enero es el 7.º (sétimo o séptimo) día del año del calendario gregoriano. Quedan 358 días para finalizar el año y 359 en los años bisiestos.

## Acontecimientos
- 1325: en Portugal, Alfonso IV se convierte en rey.
- 1414: en Venecia, Tommaso Mocenigo es elegido 64.º dux.
- 1558: los franceses recuperan Calais, última posesión británica en el continente.
- 1566: Pío V es elegido papa.
- 1598: en Rusia, Borís Godunov se convierte en zar.
- 1608: en los Estados Unidos, la ciudad de Jamestown (Virginia) es destruida por un incendio.
- 1610: en Italia, Galileo Galilei observa cuatro de las lunas de Júpiter a través de su telescopio, son las lunas galileanas.
- 1735: en Westminster, Hieronimus de Salis se casa con María Ffane.
- 1782: en los Estados Unidos se abre el primer banco estadounidense, el Banco de América del Norte.
- 1785: en el estrecho de Calais, el aeronauta francés Jean Pierre Blanchard y el estadounidense John Jeffries realizan la primera travesía en globo aerostático del Canal de la Mancha.
- 1791: en Francia, la Asamblea constituyente crea las patentes de invención.
- 1797: en el Congreso de Reggio (en la Emilia) se consagra la bandera tricolor italiana (verde, blanco y rojo).
- 1822: Liberia es colonizada por negros estadounidenses.
- 1825: en Chile se celebra el Parlamento de Tapihue entre loncos mapuches y representantes de la república.
- 1835: en Chile, el buque Beagle arriba al archipiélago de los Chonos.
- 1839 en Irlanda, en la madrugada sucede «La Noche del Gran Viento», tormenta con vientos de 185 km/h, que causó destrucción de casas en todo el país y en Dublín, y muchos centenares de muertes. Fue la tormenta más dañina de Irlanda en los últimos 300 años.
- 1839: se firma el Tratado de Londres.
- 1842: en París se estrena la obra Stabat Mater, de Gioachino Rossini.
- 1870: en Haití, el pueblo se subleva contra el presidente Silverio Silvané, y lo fusila.
- 1894: W. K. Dickson recibe una patente por su invento, el filme de movimiento.
- 1899: en Madrid aparece el primer número de la revista Vida Literaria, dirigida por Jacinto Benavente, y entre cuyos colaboradores figuraban Rubén Darío, Miguel de Unamuno y Antonio Machado.
- 1904: se establece la señal de auxilio CQD (que dos años después se reemplazará por el SOS).
- 1907: en Río Blanco (México) se comete la matanza de obreros huelguistas.
- 1908: en España se promulga de la Ley de la Escuadra, para dotar al país de fuerzas marítimas, de las que carecía tras los desastres sufridos en las guerras de Cuba y Filipinas.
- 1910: en Viena comienza el campeonato mundial de ajedrez, entre Emanuel Lasker (campeón) y Carl Schlechter (desafiante).
- 1919: en Buenos Aires se agrava la situación gremial de los talleres Vasena; comienza la Semana Trágica.
- 1922: se aprueba el Tratado de Londres, por el que se establece el Estado libre de Irlanda.
- 1924: en Londres se incendian los almacenes portuarios.
- 1924: en los Estados Unidos, George Gershwin termina de componer Rhapsody in Blue.
- 1924: en París se funda la Federación Internacional de Hockey (FIH) por siete estados miembros: Austria, Bélgica, Checoslovaquia, Francia, Hungría, España y Suiza.
- 1927: se inaugura el servicio telefónico comercial entre Londres y Nueva York.
- 1927: el grupo de baloncesto Harlem Globetrotters juegan su primer partido.
- 1928: el río Támesis se desborda a su paso por Londres, originando una de las mayores inundaciones de la capital británica.
- 1934: acuerdo franco-italiano para regular los litigios fronterizos en las colonias de África. Francia cede a Libia y una parte de la Somalia francesa a Italia.
- 1934: en los Estados Unidos, el dibujante Alex Raymond crea la historieta Flash Gordon para el King Features Syndicate.
- 1935: Benito Mussolini y el ministro del Exterior francés Pierre Laval firman el acuerdo franco-italiano.
- 1936: en Venezuela comienza la explotación de la Faja petrolífera del Orinoco (FPO).
- 1936: en España, el presidente de la Segunda República, Niceto Alcalá Zamora, decreta la disolución de las Cortes y convoca elecciones para el 16 de febrero.
- 1940: en España, el sacerdote Rafael Villoslada Peula funda las Escuelas Profesionales de la Sagrada Familia.
- 1942: en el marco de la Segunda Guerra Mundial, empieza el sitio de la península de Bataan.
- 1942: en la Unión Soviética ―en el marco de la Segunda Guerra Mundial― el Ejército Rojo lanza la Ofensiva de Liubán, con el objetivo de romper el sitio de Leningrado.
- 1942: en el norte de África ―en el marco de la Segunda Guerra Mundial― el Afrika Korps se retira en dirección a Trípoli.
- 1946: las potencias vencedoras en la Segunda Guerra Mundial reconocen las fronteras de Austria de 1937.
- 1946: en Buenos Aires, Radio del Estado realiza pruebas de emisión en frecuencia modulada durante varias horas.[1]
- 1950: el hospital Mercy, en Davenport (Iowa), se incendia. Mueren 41 personas.
- 1950 la compositora y cantante Chabuca Granda compone el célebre vals "La Flor de la Canela".
- 1953: en los Estados Unidos, el presidente Harry Truman anuncia que su país ha desarrollado la bomba de hidrógeno.
- 1953: en Bolivia fracasa un golpe de Estado de la derecha.
- 1954: en Nueva York, la empresa de computadoras IBM muestra la primera máquina traductora.
- 1959: Estados Unidos reconoce el nuevo gobierno cubano de Fidel Castro.
- 1960: éxito en la primera prueba del misil estadounidense UGM-27 Polaris, con el que se equiparán los submarinos.
- 1965: en Colombia aparece la guerrilla procastrista ELN.
- 1966 es descubierta la ciudad pétrea del Gran Pajatén, en el departamento de Amazonas, Perú.
- 1968: Estados Unidos lanza la Surveyor 7 hacia la Luna.
- 1970: en Zaragoza, un joven de 18 años, Mariano Ventura Rodríguez, realiza el primer secuestro aéreo en España.
- 1972: en Ibiza, un Caravelle 6-R de Iberia LAE choca con el monte Sa Talaia de Sant Josep. Mueren las 104 personas a bordo.
- 1973: en el hotel Howard Johnson de Nueva Orleans (Luisiana), un tal Mark Essex mata a tiros a 10 personas y hiere a otras 13. La policía le dispara hasta matarlo.
- 1975: la OPEP acepta un alza del petróleo del 10 %.
- 1977: en Calama (Chile) se funda el Club de Deportes Cobreloa.
- 1977: en Checoslovaquia, un grupo de intelectuales da a conocer la llamada Carta 77, un documento en el que se exige al gobierno de Praga que respete los derechos humanos y civiles de los ciudadanos.
- 1979: en Camboya, fuerzas vietnamitas ocupan la capital Phnom Penh, con la ayuda de camboyanos opuestos a la dictadura de Pol Pot.
- 1980: en India, el partido de Indira Gandhi vence en las elecciones parlamentarias.
- 1980: en los Estados Unidos, el presidente Jimmy Carter autoriza un préstamo de 1500 millones de dólares para la Chrysler Corporation.
- 1980: en México, se transmite el último episodio de la célebre serie mexicana El Chavo del 8, que tuvo un total de siete temporadas.
- 1981: Libia y Chad se constituyen en una república popular conjunta.
- 1982: en la Ciudad del Vaticano, el papa Juan Pablo II condena la anexión israelí de los territorios del Golán.
- 1982: en la ciudad de Aquisgrán, el rey de España, Juan Carlos I, es galardonado con el premio internacional Carlomagno primero que se concede a un soberano.
- 1982: en Costa Rica, el socialdemócrata Luis Alberto Monge gana las elecciones presidenciales.
- 1984: Brunéi se convierte en el sexto miembro de la ASEAN (Asociación de Naciones del Sudeste Asiático).
- 1985: Estados Unidos y Rusia reanudan el diálogo para iniciar negociaciones sobre desarme nuclear y espacial tras cuatro años de guerra fría.
- 1989: en Japón, el príncipe Akihito, de 55 años, recibe los símbolos de la sucesión de su padre, Hirohito, como nuevo Emperador.
- 1990: en Pisa (Italia) la famosa Torre inclinada es cerrada al público debido a problemas de seguridad.
- 1991: en Haití, Roger Lafontant, exministro del derrocado dictador Jean-Claude Duvalier, fracasa en su golpe de Estado contra el presidente electo, Jean-Bertrand Aristide.
- 1992: la compañía AT&T presenta el videoteléfono.
- 1992: en Podrute (Croacia), un helicóptero de la ALE en misión de monitoreo para la Comunidad Europea es abatido por un MiG-21 yugoslavo.
- 1993: la cuarta república de Ghana se inaugura, con Jerry Rawlings como presidente.
- 1995: en Grozni (Chechenia, Rusia) los rusos bombardean la ciudad e incendian el palacio presidencial.
- 1996: en Guatemala, el conservador Álvaro Arzú, del Partido de Avanzada Nacional, es elegido nuevo presidente.
- 1996: la orca Keiko es trasladada desde el parque Reino Aventura de la Ciudad de México al Oregon Coast Aquarium (en Oregón).
- 1996: en los Estados Unidos, una tormenta cubre la costa oriental con un metro de nieve.
- 1997: en Argel, la explosión de un coche bomba causa 13 muertos.
- 1997: un grupo de programadores de la Universidad de Ratisbona (Alemania), lanza el Tibia, uno de los primeros programas gráficos MMORPG.
- 1998: Estados Unidos lanza la sonda lunar Lunar Prospector.
- 1999: en los Estados Unidos comienza el juicio contra Bill Clinton, el primero que se celebra contra un presidente en 130 años.
- 2004: Se crea ESPN deportes.
- 2007: un grupo de científicos (entre ellos el italiano Paolo De Coppi) anuncia haber descubierto células estaminales en el líquido amniótico.
- 2010: Se inaugura la extensión al de la Línea 1 del Metro de Santiago en las estaciones Manquehue, Hernando de Magallanes y Los Domínicos.
- 2011: Chile reconoce al Estado Palestino.
- 2012: Álvaro Pombo gana el premio Nadal con su novela "El temblor del héroe".
- 2015: en Francia, atentado contra el semanario satírico Charlie Hebdo.[2]
- 2020: en Wuhan China se descubre el COVID-19
- 2020: en España, Pedro Sánchez es investido por el Congreso de los Diputados como Presidente del Gobierno   en segunda votación tras permanecer  nueve meses como Presidente del Gobierno en funciones.
- 2020: en Puerto Rico se registra un terremoto magnitud 6.4 , causa 4 muertes y 9 heridos.
- 2022: en Colombia, Víctor Escobar se convierte en el primer paciente no terminal en Latinoamérica en recibir la eutanasia.
- 2023: Se registró un choque de trenes entre las estaciones Potrero y La Raza de la Línea 3 del Metro de la Ciudad de México, y tuvo como consecuencia de al menos 1 persona y 59 lesionados.

## Nacimientos
- 891: Abderramán III, califa cordobés (f. 961).
- 1355: Tomás de Woodstock, aristócrata inglés, hijo de Eduardo III (f. 1397).
- 1502: Gregorio XIII, papa italiano entre 1572 y 1585 (f. 1585).
- 1528: Juana III, reina navarra (f. 1572).
- 1573: Agnes Annie Drake, pirata inglesa (f. 1603).
- 1624: Guarino Guarini, arquitecto, filósofo y matemático italiano (f. 1683).
- 1706: Johann Heinrich Zedler, editor alemán (f. 1751).
- 1718: Israel Putnam, general estadounidense (f. 1790).
- 1720: José de Gálvez y Gallardo, militar y político español (f. 1787).
- 1722: Teodoro de Almeida, sacerdote y escritor portugués (f. 1804).
- 1745: Johan Christian Fabricius, entomólogo danés (f. 1808).
- 1768: José I de España, Pepe Botella, rey de España (f. 1844).
- 1796: Charlotte Augusta de Gales, princesa galesa (f. 1817).
- 1797: Mariano Paredes y Arrillaga, político mexicano (f. 1849).
- 1800: Millard Fillmore, político estadounidense, 12° vicepresidente desde 1849 hasta 1850 y 13° presidente desde 1850 hasta 1853 (f. 1874).
- 1822: Theodor Aufrecht, indólogo alemán (f. 1907).
- 1827: Sir Sandford Fleming, ingeniero canadiense, inventor de la Hora Universal Estándar (f. 1915).
- 1830: Albert Bierstadt, pintor alemán (f. 1902).
- 1833: San Josep Manyanet y Vives, sacerdote y educador español (f. 1901).
- 1834: Johann Philipp Reis, físico e inventor alemán (f. 1874).
- 1844: Bernadette Soubirous, religiosa francesa y santa católica (f. 1879).
- 1845: Luis III, rey bávaro entre 1913 y 1918 (f. 1921).
- 1852: Faustino Nicoli, industrial y político barcelonés (f. 1925).
- 1858: Eliezer Ben Yehuda, lexicógrafo ruso, responsable principal de la resurrección del idioma hebreo (f. 1922).
- 1864: Julio Cejador, humanista y filólogo español (f. 1927).
- 1870: Enrique Chicote, actor español (f. 1958).
- 1871: Émile Borel, matemático y político francés (f. 1956).
- 1873:
  - Adolph Zukor, productor estadounidense de cine (f. 1976).
  - Charles Péguy, poeta y ensayista francés (f. 1914).
- 1875: Gustav Flatow, gimnasta alemán (f. 1945).
- 1876: Rafael Barret, escritor y anarquista hispano-paraguayo (f. 1910).
- 1880: Santiago Luis Copello, obispo argentino (f. 1967).
- 1882: Raimundo Martín, religioso español, obispo de Guatemala (f. 1975).
- 1891: Zora Neale Hurston, escritora estadounidense (f. 1960).
- 1895: Clara Haskil, pianista suiza de origen rumano (f. 1960).
- 1899: Francis Poulenc, compositor y pianista francés (f. 1963).
- 1905: Coert Steynberg, escultor sudafricano (n. 1982).
- 1907: Nicanor Zabaleta, músico español (f. 1993).
- 1911: Butterfly McQueen, actriz estadounidense (f. 1995).
- 1912:
  - Charles Addams, dibujante de historietas estadounidense (f. 1988).
  - Günter Wand, director de orquesta y músico alemán (f. 2002).
- 1913: Francisco Fernández del Riego, escritor y político español (f. 2010).
- 1915: Chano Pozo, músico cubano. (f. 1948).
- 1916: Paul Keres, ajedrecista estonio (f. 1975).

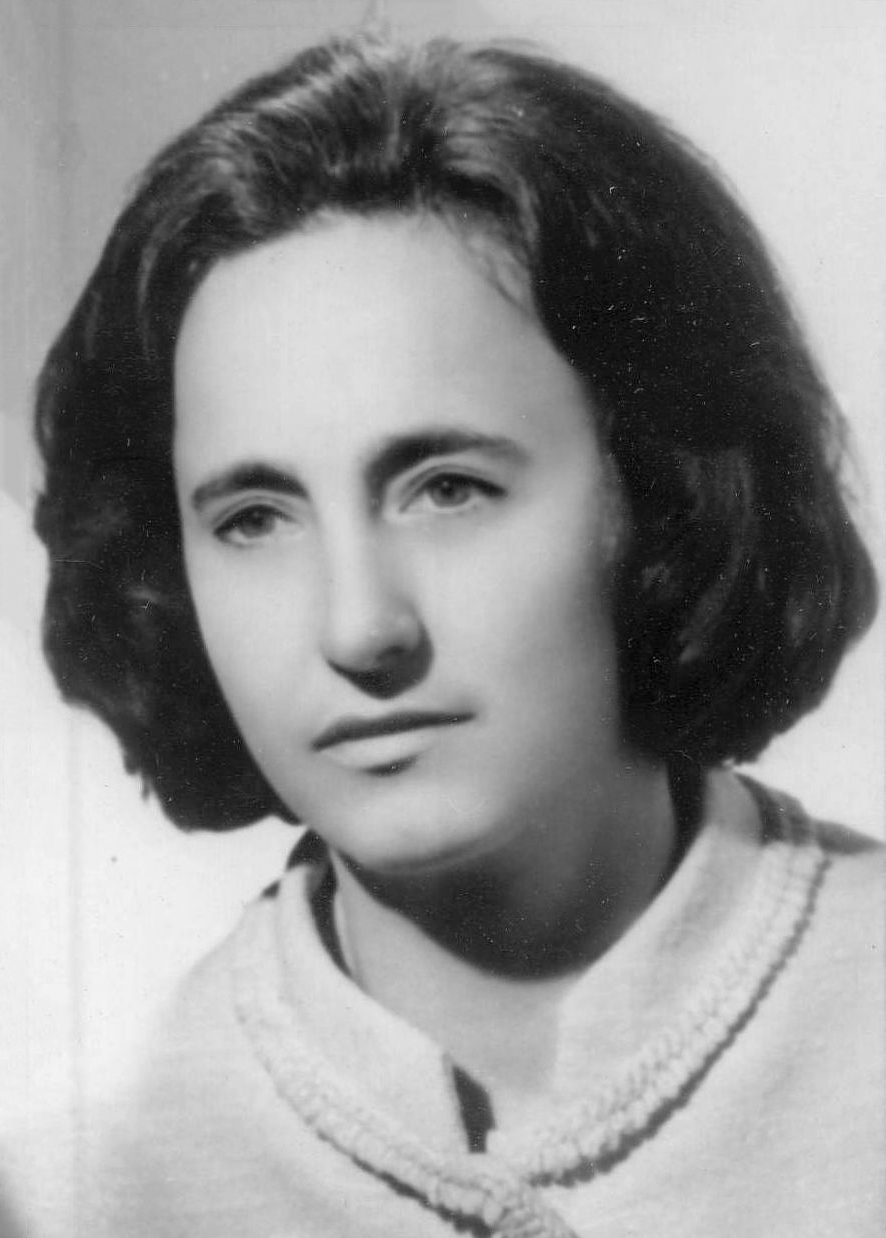
Elena Ceaușescu.

- 1916: Elena Ceausescu, política comunista rumana (f. 1989).
- 1919:
  - Alessandro Natta, político italiano (f. 2001).
  - Julián Gallego Serrano, historiador español. (f. 2006).
- 1920: Albert Meltzer, anarcocomunista británico (f. 1996).
- 1921: Esmeralda Arboleda, política y abogada colombiana (f. 1997).
- 1922:
  - Alfonso Martínez Domínguez, político mexicano (f. 2002)
  - Jean-Pierre Rampal, flautista francés (f. 2000).
  - Vincent Gardenia, actor italiano (f. 1992).
  - Mario Almada, actor mexicano (f. 2016).
- 1925: Gerald Durrell, naturalista y escritor británico (f. 1995).
- 1928:
  - William Peter Blatty, escritor estadounidense. (f. 2017).
  - Ante Garmaz, modisto, actor, modelo y presentador de televisión (f. 2011).
- 1934: Tassos Papadopoulos, político griego, Presidente de Grecia desde 2003 hasta 2008 (f. 2008).
- 1938:
  - Aída Bortnik, autora y guionista argentina (f. 2013).
  - Roland Topor, escritor y dibujante francés (f. 1997).
- 1940: Eugenio Zaffaroni, abogado y escribano argentino.
- 1941: John E. Walker, químico británico, Premio Nobel de Química de 1997.
- 1942:
  - Vasili Alekséyev, levantador de pesas ruso (f. 2011).
  - Svetlana Savyolova, actriz soviética de cine y teatro (f. 1999).
- 1943: Sadako Sasaki, víctima de la bomba atómica de Hiroshima de 1945 (f. 1955).
- 1945: María Manuela, cantante y pintora española.
- 1946: Jann Wenner, editora estadounidense.
- 1948: Kenny Loggins, cantautor estadounidense.
- 1949:
  - Anne Schedeen, actriz estadounidense.
  - Steven Williams, actor estadounidense.
- 1950: Juan Gabriel, cantautor mexicano (f. 2016).
- 1951:
  - Gustavo Gómez López, abogado, banquero y empresario venezolano.
  - Talgat Musabayev, cosmonauta soviético y kazajo.
- 1952: Valeria Lynch, cantante y actriz argentina.
- 1954:
  - Abilio Estévez, escritor cubano.
  - Rita Irasema, artista, cantante y presentadora.
- 1956:
  - David Caruso, actor estadounidense.
  - Ignacio Walker, abogado y político chileno.
- 1958: Massimo Biasion, piloto de rally italiano.

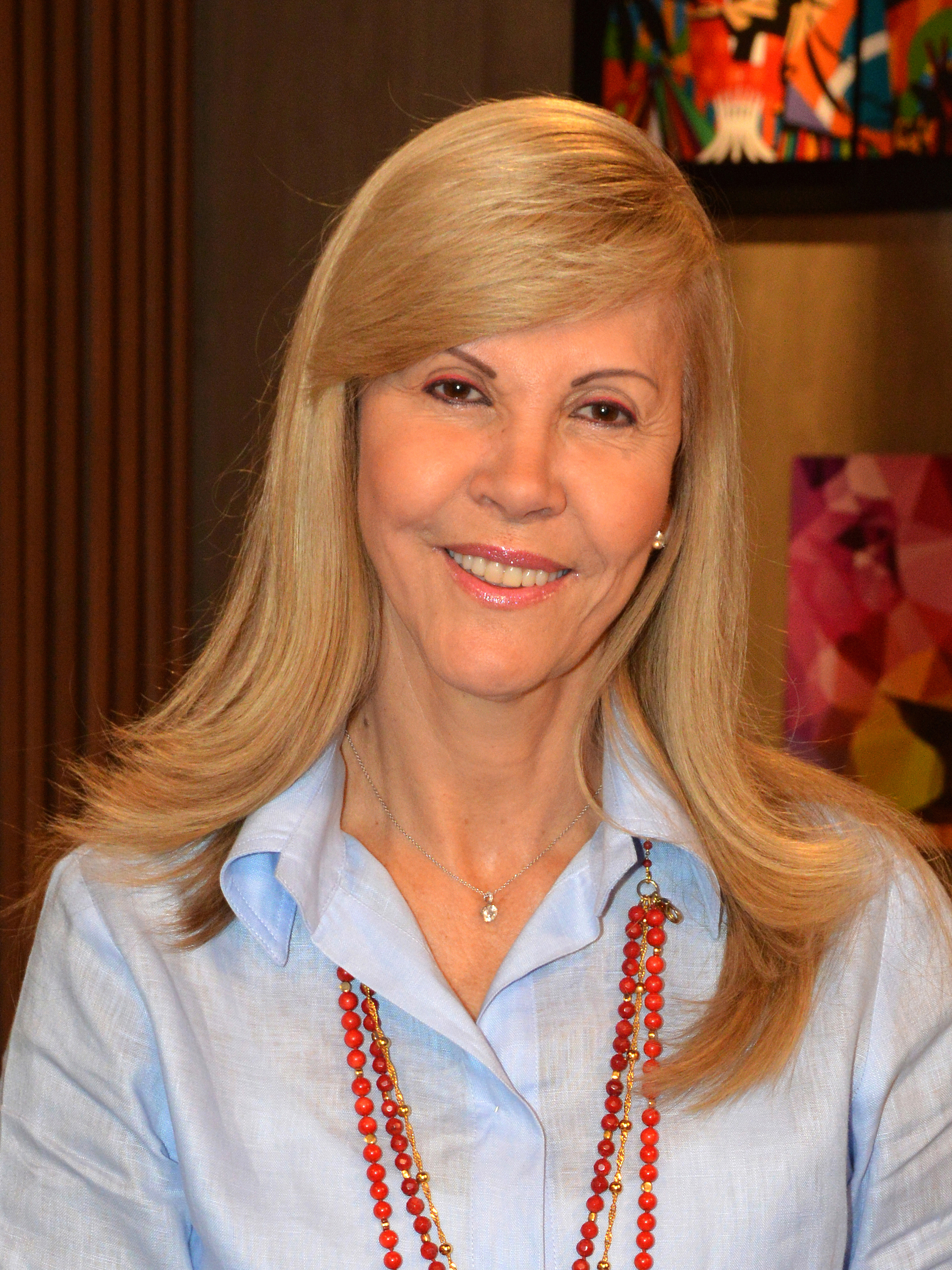
Dilian Francisca Toro

- 1959: Dilian Francisca Toro, política colombiana.
- 1961: John Thune, político estadounidense y líder de la mayoría republicana en el senado.
- 1962:
  - Gustavo Béliz, político argentino.
  - Aleksandr Duguin, filósofo ruso.
- 1963:
  - Carmen Machi, actriz española.
  - Clint Mansell, músico y compositor británico.
- 1964:
  - Nicolas Cage, actor y productor estadounidense.
  - Mar Carrera, actriz española.
  - Francisco Maciel, tenista y medallista olímpico mexicano.
  - Christian Louboutin, diseñador de moda francés.
- 1967: Nick Clegg, político británico.
- 1969:
  - Raimundo Tupper Lyon, futbolista chileno (f. 1995).
  - David Yost, actor estadounidense.
- 1970:
  - Rogelio Frigerio, economista y político argentino, Gobernador de Entre Ríos desde 2023.
  - João Ricardo, futbolista angoleño.

- 1971:

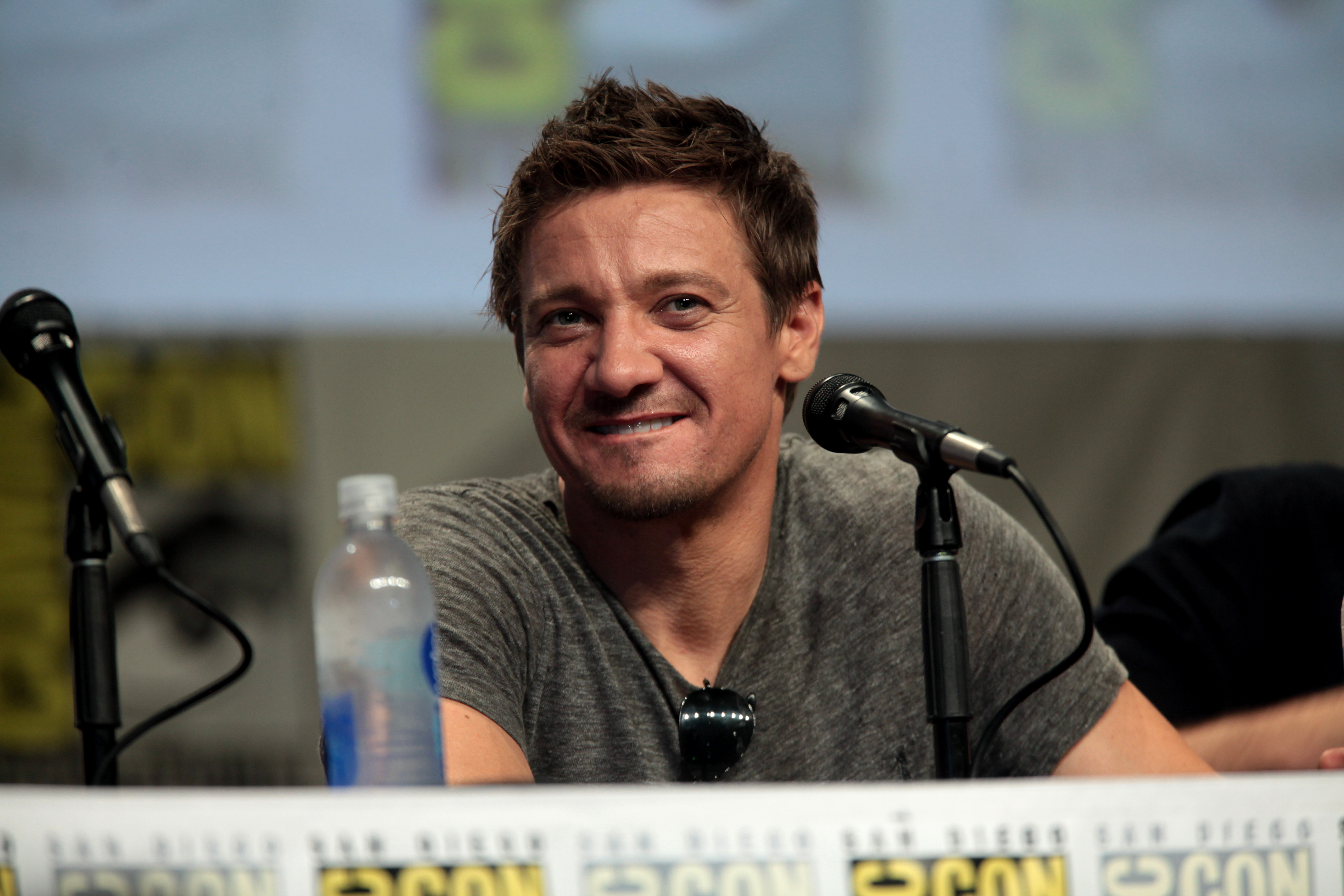
Jeremy Renner

  - Jeremy Renner, actor estadounidense.
  - J. D. Barker, escritor estadounidense.
- 1972:
  - Adrián Schinoff, tecladista y compositor argentino.
  - Pedro Contreras, futbolista español.
  - Yukari Asada, yudoca japonesa.
- 1973:
  - Rafael Dudamel, futbolista y entrenador venezolano.
  - Jonna Tervomaa, cantante finlandesa.
  - Jesús Emilio Díez de Mier, futbolista español.
- 1974: Julen Guerrero, futbolista, entrenador y periodista español.
- 1975:
  - Joubert Araújo Martins, futbolista brasileño.
  - Robert Waddell, remero y regatista neozelandés.
  - Josh Blake, actor estadounidense
- 1976:
  - Alfonso Soriano, beisbolista dominicano.
  - Jean Paul Leroux, actor de teatro y cine venezolano.
  - Kaies Ghodhbane, futbolista tunecino.
- 1977:
  - David Alarza Palacios, yudoca español.
  - Dustin Diamond, actor estadounidense (f. 2021).
  - Marco Storari, futbolista italiano.
- 1978:
  - Janine Jansen, violinista neerlandesa.
  - Jean Charles de Menezes, electricista brasileño (f. 2005).
  - Emilio Marcos Palma, ciudadano argentino, primera persona nacida en la Antártida.
  - Diego Clemente Giménez, político español.
  - David Gil, baloncestista español.
- 1979:
  - Aloe Blacc, cantante, compositor, rapero y músico estadounidense.
  - Bipasha Basu, modelo india.
  - Fabiola Zuluaga, tenista colombiana.
  - Deborah David, actriz, cantante, modelo y perfumista guatemalteca.
- 1980:
  - Hija de Perra (Wally Pérez Peñaloza), transformista y actriz chilena (f. 2014).
  - Mariángel Ruiz, modelo, actriz y animadora venezolana, ganadora del Miss Venezuela 2002.
  - Adékambi Olufadé, futbolista togolés.
  - Campbell Johnstone, rugbista neozelandés.
  - Lalo Alzueta, periodista deportivo español.
  - Jackson Melián, beisbolista venezolano.
  - David Arroyo, ciclista español.
  - Michael Wright, baloncestista estadounidense (f. 2015).
- 1981: Bárbara Cayo, actriz, cantante y presentadora peruana.
- 1982:
  - Camilo Villegas, golfista colombiano.
  - Lauren Cohan, actriz estadounidense.
  - Antonio González Rodríguez, futbolista español.
- 1983: Sebastián Martínez, actor colombiano.
- 1984:
  - Vítor Emanuel Cruz da Silva, futbolista portugués.
  - Xavier Margairaz, futbolista suizo.
- 1985: Lewis Hamilton, piloto británico de Fórmula 1.
- 1987:
  - Sirusho Harutyunyan, cantante armenia.
  - Lambda García, actor y conductor mexicano.
- 1988:
  - Robert Sheehan, actor irlandés.
  - Lim Ju-eun, actriz surcoreana.
  - Hardwell, DJ y productor neerlandés
- 1989: Elizabeth Loaiza Junca, modelo colombiana.
- 1990: Fernando Dente, actor, cantante, bailarín, conductor y director teatral argentino.
- 1991:
  - Caster Semenya, atleta sudafricana.
  - Eden Hazard, futbolista belga.
  - Diogo Figueiras, futbolista portugués.
- 1992:
  - Børns, cantante y compositor estadounidense.
  - Loris Benito, futbolista suizo.
  - Thomas Bruns, futbolista neerlandés.
- 1993:
  - Jan Oblak, futbolista esloveno.
  - Guillermo Smitarello Pedernera, futbolista español.
  - Darby Allin, luchador profesional estadounidense.
- 1994: Nadine Leopold, modelo austriaca.
- 1995:
  - Leslie Grace, cantante y compositora estadounidense.
  - Yúliya Putíntseva, tenista kazaja de origen rusa.
- 1996:
  - Junya Suzuki, futbolista japonés.
  - Oğulcan Baykan, baloncestista turco.
  - Luiz Henrique Alves Angelo, futbolista brasileño.
  - Marie-Therese Obst, atleta noruega.
  - Sufián El Bakkali, atleta marroquí.
  - Tsai Ming-Yen, judoca taiwanés.
  - Juan Infante, futbolista argentino.
  - Lionel Enguene, futbolista camerunés.
  - Fu Yuanhui, nadadora china.
  - Mathew Peñaherrera, futbolista ecuatoriano.
  - Isaac Success, futbolista nigeriano.
  - Zheng Yu, jugadora de bádminton china.
- 1997:
  - Ayumi Ishida, idol japonesa de la banda Morning Musume.
  - Brais Méndez, futbolista español.
  - Isaiah Brown, futbolista inglés.
  - Pablo Rosario, futbolista neerlandés.
- 1998:
  - José Joaquín Esquivel: futbolista mexicano.
  - Nathanya Alexander, actriz estadounidense.
  - Mylène Chavas, futbolista francesa.
- 1999:
  - Dominique Schaefer, tenista peruana-estadounidense.
  - Keenan Simpson, piragüista canadiense.
  - Mads Bech Sørensen, futbolista danés.
  - Nathangelo Markelo, futbolista neerlandés.
  - Carlos Augusto, futbolista brasileño.
  - Jermaine Johnson II, jugador de fútbol americano estadounidense.
  - Payton Turner, jugador de fútbol americano estadounidense.
- 2000:
  - Marcus Scribner, actor estadounidense.
  - Renzo Giampaoli, futbolista argentino.
  - Lea Friedrich, ciclista alemana.
  - José Manuel Calderón Portillo, futbolista español.
  - Jorge Valín, futbolista español.
  - Rosario Soto, balonmanista argentina.
  - Brody Malone, gimnasta artístico estadounidense.
  - Mauricio Morales Olivares, futbolista chileno.
  - Brina Bračko, voleibolista esloveno.
  - Kim Ha-Yun, yudoca surcoreana.
  - Uladzislau Litvinau, piragüista bielorruso.
  - Gonzalo Abrego, futbolista argentino.
  - Cameron Thomas, jugador de fútbol americano estadounidense.
  - Onyema Adigida, atleta neerlandés.
  - Noah Dobson, jugador de hockey sobre hielo canadiense.
  - César Munder, futbolista cubano.
  - Celinee Santos, modelo dominicana.
  - Antoine Semenyo, futbolista británico-ghanés.
  - Impton Söderlund, futbolista finlandés.
  - Enzo Tesic, nadador francés.
- 2001:
  - Phan Tuấn Tài, futbolista vietnamita.
  - Emanuele Capponi, remero italiano.
  - Maitane Alonso Monasterio, investigadora española.
  - Serafim Cojocari, futbolista moldavo.
  - Dennis Foggia, piloto de motociclismo italiano.
  - Joan-Benjamin Gaba, yudoca francés.
  - Francesco Passaro, tenista profesional italiano.
  - Iván Serrano, futbolista español.
- 2002:
  - Dean Young, jugador de snooker escocés.
  - Filippo Fabbri, futbolista sanmarinense.
  - Mohamed Daramy, futbolista danés.
  - Ryosuke Doi, gimnasta artístico japonés.
  - Yimy Gamero, futbolista peruano.
  - Melissa Gutschmidt, atleta suiza.
  - Rebecca Jacobson, nadadora australiana.
  - Laurenz Rieger, esgrimista alemán.
  - Loïc Williams, futbolista español.
- 2003:
  - Vicente Conelli, futbolista chileno.
  - Félix Nzouango, futbolista francés.
  - Máximo Perrone, futbolista argentino.
  - Yegor Parkhomenko, futbolista bielorruso.
  - Diego González Alcaraz, futbolista paraguayo.
  - Ryan Dunn, baloncestista estadounidense.
  - Estefanía Palomar, futbolista argentina.
  - Daniel Rincón, tenista español.
- 2004:
  - Reymundo Williams, futbolista panameño.
  - Sofia Wylie, actriz y bailarina estadounidense.
  - Nahia Aparicio, futbolista española.
  - Isaac Cooper, nadador australiano.
  - Alexandria Loutitt, saltadora de esquí canadiense.
  - Jonas Rouhi, futbolista sueco.
- 2005: 
  - Roos Vanotterdijk, nadadora belga.
  - Gabriel de Azevedo, futbolista salvadoreño-brasileño.
  - Nithya Sre Sivan, badmintonista paralímpica india.
- 2006: 
  - Nuno Patrício, futbolista portugués.
  - Jairo Reyes, futbolista ecuatoriano.
  - Samuel Oppong, futbolista ghanés.
- 2007: Chloe Chua, violinista singapurense.
- 2012: Blue Ivy, cantante estadounidense.
- 2024: Baltasar de Nassau, Príncipe de Nasáu.

## Fallecimientos
- 856: Alderico de Le Mans, obispo y santo francés (n. c. 800).
- 1285: Carlos I, rey napolitano (n. 1226).
- 1325: Dionisio I, rey portugués (n. 1261).
- 1355: Inés de Castro, aristócrata española (n. 1325).
- 1451: Amadeo VIII, aristócrata francés (n. 1383).
- 1529: Peter Vischer, escultor alemán (n. 1455).
- 1536: Catalina de Aragón, aristócrata aragonesa, reina consorte de Inglaterra (n. 1485).
- 1619: Nicholas Hilliard, pintor británico (n. c. 1547).
- 1622: Virginia María De Leyva, religiosa italiana (n. 1565).
- 1655: Inocencio X, papa católico (n. 1574).
- 1683: Manuel Lobo (47), gobernador y militar portugués; encarcelado (n. 1635).
- 1715: François Fénelon, teólogo y escritor católico francés (n. 1651).
- 1758: Allan Ramsay, poeta escocés (n. 1686).
- 1809: Benito de San Juan, general español, víctima de un motín de sus propias tropas (n. 1727).
- 1830: sir Thomas Lawrence, retratista británico (n. 1769).
- 1841: Juan José Neira,  militar colombiano (n. 1793).
- 1882: Ignacy Łukasiewicz, inventor polaco (n. 1822).
- 1904: Emmanuil Roídis, periodista griego (n. 1836).
- 1918: Julius Wellhausen, teólogo protestante alemán (n. 1844).
- 1920: Edmund Barton, 1.º primer ministro australiano (n. 1849).
- 1932: André Maginot, político francés (n. 1877).
- 1934: Piotr Abashkin, general ruso (n. 1868).
- 1943: Nikola Tesla , físico, matemático, ingeniero eléctrico e inventor estadounidense de origen serbio (n. 1856).
- 1944: Napoleón Lapathiotis, poeta griego (n. 1888).
- 1948: María de Maeztu, pedagoga española (n. 1881).
- 1950: Alfonso Rodríguez Castelao, escritor y dibujante español (n. 1886).
- 1951: René Guénon, sufí y filósofo francés-egipcio (n. 1886).
- 1953: Osa Johnson, aventurera, naturalista y fotógrafa estadounidense (n. 1894).
- 1957: Jože Plečnik, arquitecto esloveno (n. 1872).
- 1964: Reg Parnell, piloto de automovilismo británico (n. 1911).
- 1967: Carl Schuricht, director de orquesta alemán (n. 1880).
- 1971: Gustavo Bacarisas, pintor gibraltereño (n. 1873).
- 1972: John Berryman, poeta estadounidense (n. 1914).
- 1972: Trini de Figueroa, escritora española (n. 1918).
- 1973: Pedro Berruezo, futbolista español (n. 1945).
- 1975: Yevdokía Rachkévich, Comisaria política del 588.º Regimiento de Bombardeo Nocturno (n. 1907)
- 1977: Erroll Garner, pianista estadounidense de jazz (n. 1921).
- 1980: Larry Williams, cantautor estadounidense (n. 1935).
- 1984: Alfred Kastler, científico francés, premio Nobel de Física en 1966 (n. 1902).
- 1986: Juan Rulfo, escritor mexicano (n. 1917).
- 1988: Trevor Howard, actor británico (n. 1913).
- 1989: Hirohito, emperador japonés (n. 1901).
- 1990: Bronko Nagurski, futbolista estadounidense (n. 1908).
- 1992: Richard Hunt, titiritero estadounidense, de Los Muppets (n. 1951).
- 1992: Gilles Lalay, piloto francés de motociclismo (n. 1962).
- 1995: Murray Rothbard, economista estadounidense (n. 1926).
- 1996: Tarō Okamoto, artista de vanguardia japonés (n. 1911).
- 1998: Vladimir Prelog, químico croata, premio Nobel de Química en 1975 (n. 1906).
- 2002: Jon Lee, músico británico, de la banda Feeder (n. 1968).
- 2003: Alejandro Rodríguez Medina, militar mexicano (n. 1896).
- 2004: Ingrid Thulin, actriz sueca (n. 1926).
- 2005: Pierre Daninos, novelista francés (n. 1913).
- 2006: Heinrich Harrer, montañista austriaco (n. 1912).
- 2007: Ursicino Martínez, escultor español (n. 1932).
- 2009: Ernesto de la Torre Villar, historiador mexicano (n. 1917).
- 2009: Pascal Terry, piloto de motociclismo francés (n. 1960).
- 2010: Blanca Sánchez, actriz mexicana (n. 1946).
- 2010: Bruria Kaufman, física teórica israelí (n. 1918)
- 2011: Carlos Castro, activista LGBT, transformista, cronista social y periodista portugués asesinado (n. 1945).[3]
- 2011: José Félix Sáenz Lorenzo, matemático, catedrático universitario y político español (n. 1946)[4]
- 2013: Larry Clapp, político estadounidense (n. 1946).[5]
- 2013: Tom Ebbert, trombonista estadounidense, de los Dukes of Dixieland (n. 1919).[6]
- 2013: David R. Ellis, cineasta estadounidense (n. 1952).[7]
- 2013: Huell Howser, actor estadounidense de cine y televisión (n. 1945).[8]
- 2013: Fred L. Turner, ejecutivo estadounidense, CEO de McDonald’s (n. 1933).[9]
- 2013: José Sánchez de la Rosa, periodista español (n. 1930).
- 2014: Run Run Shaw, empresario chino (n. 1907).
- 2014: Roy Warhurst, futbolista británico (87).
- 2015: Bernard Maris, escritor y periodista francés (n. 1946).
- 2015: Víctimas del atentado contra Charlie Hebdo:
  - Jean Cabut "Cabu", dibujante francés (n. 1938).
  - Stéphane Charbonnier "Charb", periodista y dibujante francés (n. 1967).
  - Georges Wolinski, periodista y humorista gráfico francés (n. 1934).
  - Bernard Verlhac "Tignous", caricaturista francés (n. 1957).
  - Philippe Honoré, caricaturista francés (n. 1941).

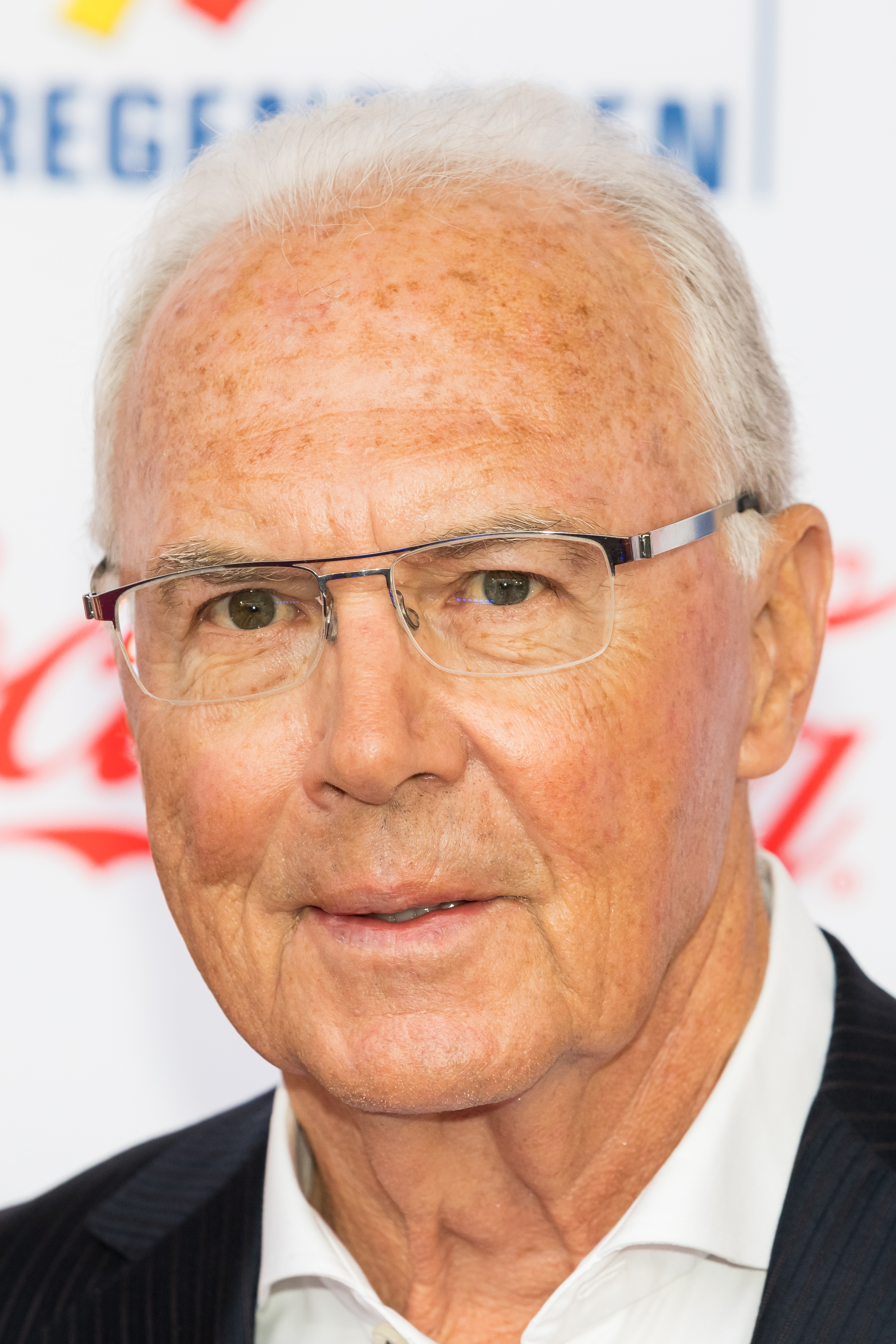
Franz Beckenbauer

- 2015: Elsa Cayat, psiquiatra y psicoanalista francesa (n. 1960).
- 2015: Julio Scherer, periodista mexicano (n. 1926).
- 2016: Joaquín Gamboa Pascoe, abogado y político mexicano (n. 1922).
- 2016: Jesús María Ramón Valdés, político mexicano (n. 1938).
- 2018: France Gall, cantante francesa (n. 1947).
- 2020: Neil Peart, baterista canadiense (n. 1952).
- 2020: Harry Hains, actor de cine y televisión australiano (n. 1992).
- 2020: Khamis Al-Dosari, futbolista saudí (n. 1973).
- 2021: Alex Apolinário, futbolista brasileño (n. 1996).
- 2021: Marion Ramsey, actriz y cantante estadounidense (n. 1947).
- 2023: Adam Rich, actor estadounidense (n. 1968).
- 2024: Franz Beckenbauer, futbolista y director técnico alemán (n. 1945).
- 2025: Jean-Marie Le Pen, político francés (n. 1928).

## Celebraciones
- Día del Sello Postal.

 Por países
(Por orden alfabético)
- Argentina:
  - Día de la Simpatía.[10][11]
  - Día del Coleccionista.[12][13][14]

- Camboya:
  - Día de la Victoria sobre el Genocidio.[15]

- Colombia: 
  - Sexto y último día del Carnaval de Negros y Blancos, en Pasto.

- Ghana:
  - Día de la Constitución.

- Italia:
  - La Festa del Tricolore, o Fiesta Nacional de la Bandera Italiana. Se celebra cada 7 de enero en Italia para conmemorar el nacimiento de la bandera tricolor. La bandera fue adoptada por primera vez en 1797 en la ciudad de Reggio Emilia, en la Provincia de Emilia-Romaña. En ese momento, la República Cispadana decretó que los colores verde, blanco y rojo se hicieran universales.

- Liberia:
  - Día de los Pioneros. Fue establecido el 7 de enero de 1822 por la Sociedad Americana de Colonización, un evento que se conmemora cada año.

- México:
  - Día de Juan Gabriel. Conmemora el nacimiento el 7 de enero de 1950 del cantante Alberto Aguilera Valadez, más conocido como Juan Gabriel.

Religiosas

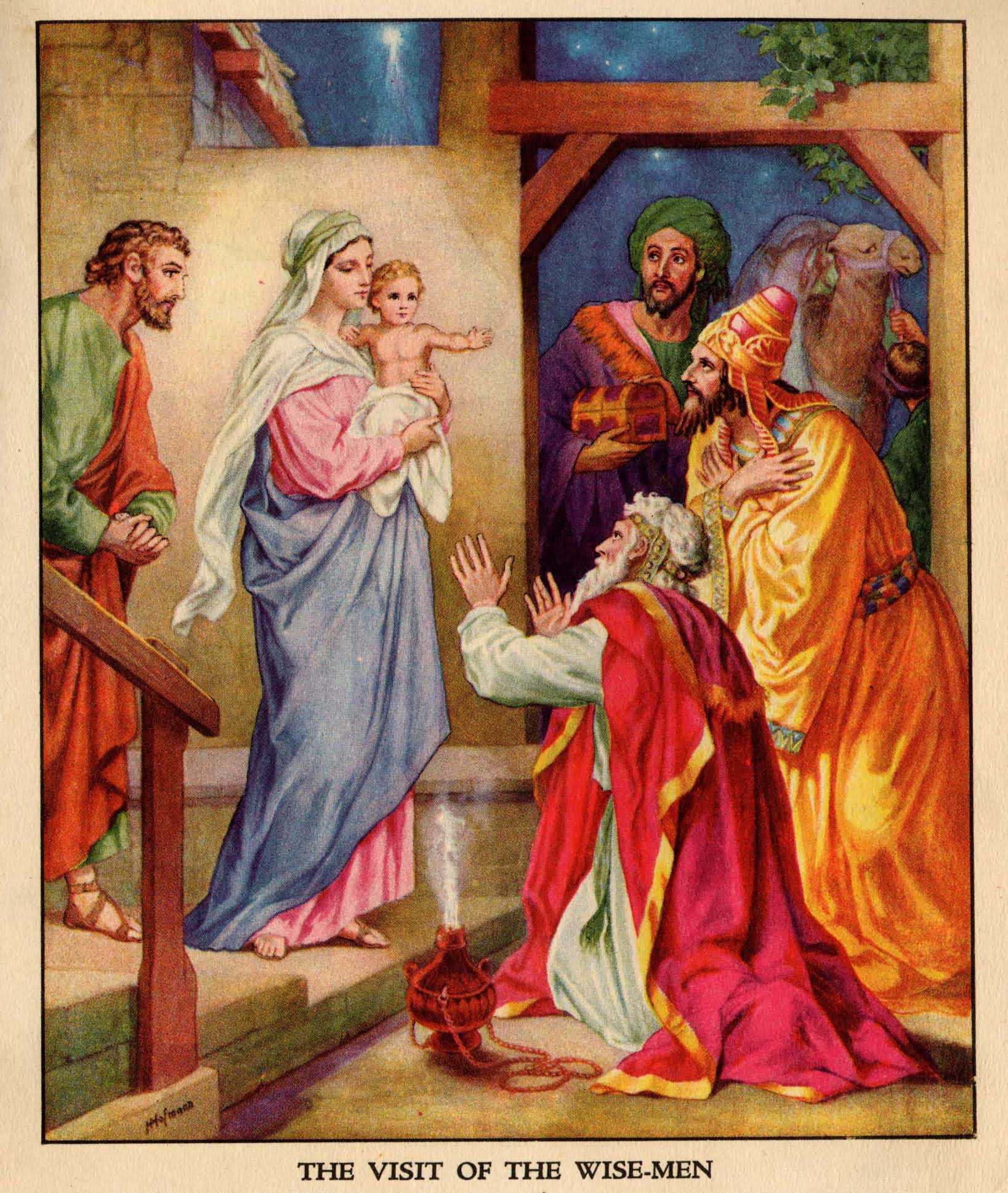
Imagen que representa la adoración de los Magos de Oriente y los pastores. Los cristianos ortodoxos celebran la Navidad y la Epifanía de forma integrada.

- Navidad en la Iglesia Ortodoxa.
La Navidad ortodoxa se celebra el 7 de enero, mientras que la Navidad occidental se celebra el 25 de diciembre. Esta diferencia se debe a que la Iglesia ortodoxa utiliza el calendario juliano, que está 13 días atrasado con respecto al calendario gregoriano, que es el que utiliza la Iglesia Católica. La Iglesia apostólica armenia, en cambio, la celebra el 6 de enero, junto con la Epifanía (en la mayoría de las iglesias esa fecha se celebra el día de Reyes). Se exceptúan las Iglesias de Alejandría, Rumania, Bulgaria, Albania, Finlandia, Grecia y Chipre; que sí festejan Navidad el día 25 de diciembre. Cabe señalar que en Belén, ciudad de nacimiento de Jesucristo según los Evangelios canónicos, la Navidad se celebra dos veces, pues la Basílica de la Natividad es administrada conjuntamente por la Iglesia católica, que celebra la Navidad el 25 de diciembre, y la Iglesia ortodoxa de Jerusalén que la celebra el 6 de enero. En esa iglesia hay una caverna subterránea con un altar sobre el lugar en el que según la tradición nació Jesús. El punto exacto está marcado por un agujero en medio de una estrella de plata de 14 puntas rodeada por lámparas de plata.

- Egipto y  Eritrea:
  - Navidad Copta u oriental.

- Etiopía:
  - Genna (navidad etíope).

- Rumania:
  - Sinaxis de San Juan Bautista.[15]

### Santoral católico
- San Raimundo de Peñafort, presbítero (1275).
- San Polieuto de Melitene, mártir (c. 250).
- San Luciano de Nicomedia, presbítero y mártir (312).
- San Valentín de Passau, obispo (c. 450).
- San Crispino de Pavía, obispo (467).
- San Valentiniano de Coira, obispo (548).
- San Tilón de Solignac (c. 702).
- San Ciro de Constantinopla, obispo (714).
- San Alderico de Cenomanum, obispo (856).
- San Canuto Lavard, mártir (1131).
- Beato Mateo Guimerá, obispo (1351).
- Beato Ambrosio Fernández, mártir (1620).
- San José Tuân, mártir (1862).
- Beata María Teresa Haze, virgen y fundadora (1876).